# Kraśnik (Sainte-Croix)
Pour les articles homonymes, voir Kraśnik (homonymie).
Kraśnik est une localité polonaise de la gmina de Połaniec, située dans le powiat de Staszów en voïvodie de Sainte-Croix.